# Florence Crauford Grove
Florence Crauford Grove (1838 – 1907) è stato un alpinista britannico.

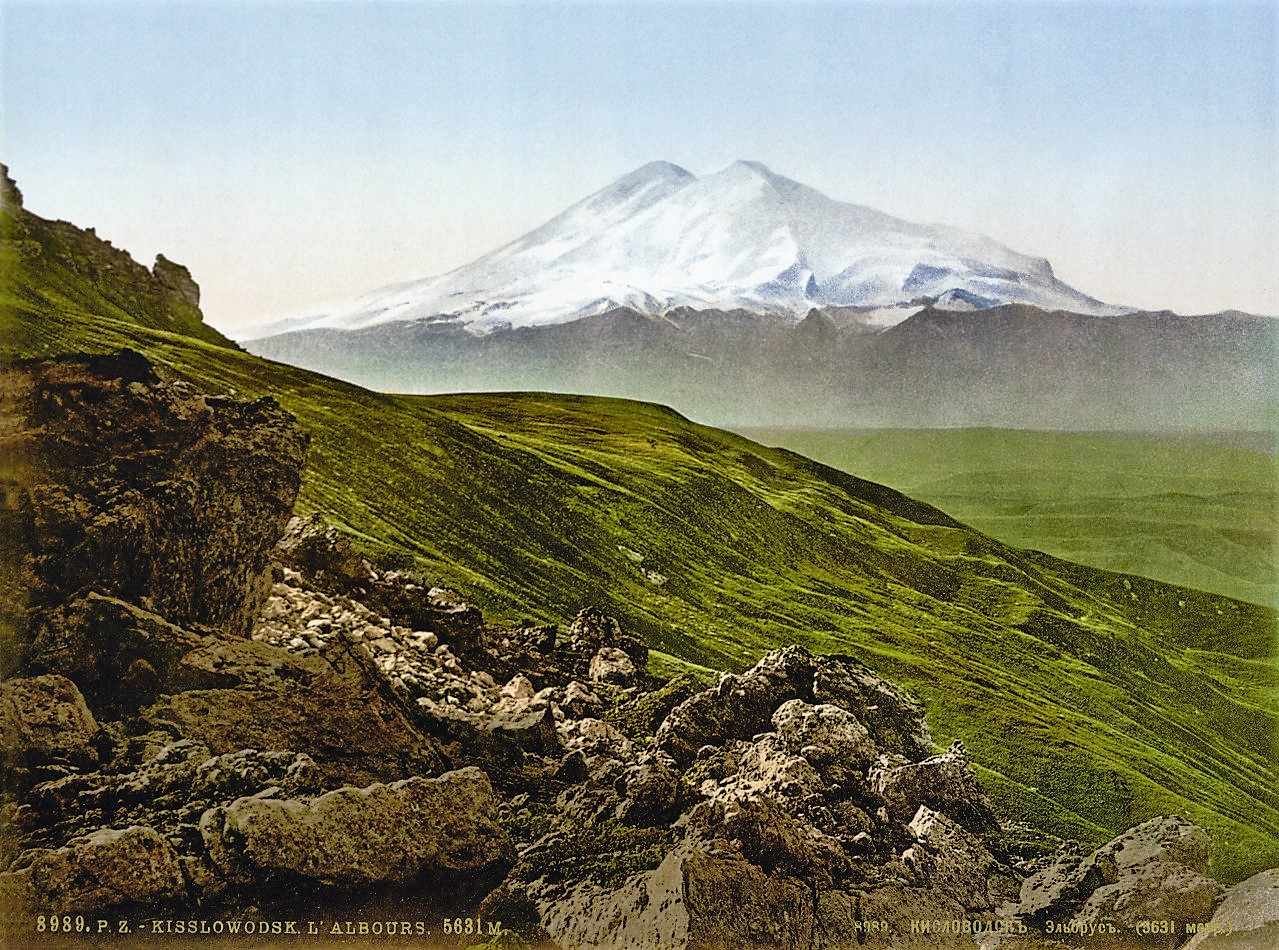
Il monte Elbrus nel Caucaso, la montagna più alta della Russia.

È considerato il miglior alpinista britannico del XIX secolo. Tra le vette da lui conquistate, la cima occidentale dell'Elbrus (5.642) nel Caucaso il 28 luglio 1874 e la Dent d'Hérens (4.171 m) nelle Alpi Pennine, il 12 agosto 1863.
A causa del nome Florence è stato a volte erroneamente interpretato come un personaggio femminile.
Sulla prima ascesa dell'Elbrus, nel 1875 scrisse un libro dal titolo The Frosty Caucasus.